# Arthur Wontner
Arthur Wontner (21 de enero de 1875 – 10 de julio de 1960) fue un actor cinematográfico de nacionalidad británica, conocido por interpretar a Sherlock Holmes en cinco películas sobre el detective rodadas entre 1931 y 1937. 
Nacido en Londres, Inglaterra, Wontner habría conseguido el papel de Sherlock Holmes gracias a su interpretación del detective Sexton Blake en una producción teatral de 1930.
Los cinco filmes en los que encarnó a Holmes fueron:
- The Sleeping Cardinal (1931), basada en dos historias de Arthur Conan Doyle, "La casa deshabitada" y "El problema final"[2][3]
- The Missing Rembrandt (1932, actualmente considerada como perdida), basada en "Charles Augustus Milverton"[2][3]
- The Sign of Four (1932)
- The Triumph of Sherlock Holmes (1935), basada en "El valle del terror"[2][4]
- Silver Blaze (1937),[5] basada en "Estrella de plata"[2]

De todas las películas de Wontner sobre Sherlock Holmes, a The Missing Rembrandt se la considera hoy en día oficialmente como un film perdido.
El hijo de Wontner fue el conocido hotelero y Lord Mayor (Alcalde) de Londres Sir Hugh Wontner. Arthur Wontner falleció en Londres en 1960.

## Filmografía
| - Lady Windermere's Fan (1916) - The Bigamist (1916) - Bonnie Prince Charlie (1923) - The Diamond Man (1924) - Eugene Aram (1924) - The Infamous Lady (1928) - A Gentleman of Paris (1931) - The Sleeping Cardinal (1931) - The Sign of Four (1932) - The Missing Rembrandt (1932) - Condemned to Death (1932) - The Triumph of Sherlock Holmes (1935) - Royal Cavalcade (1935) - Line Engaged (1935) - Dishonour Bright (1936) - Second Bureau (1937) | - The Live Wire (1937) - Thunder in the City (1937) - Silver Blaze (1937) - Storm in a Teacup - The Terror (1938) - 13 Men and a Gun (1938) - Kate Plus Ten (1938) - Old Iron (1938) - Coronel Blimp (1943) - Diez negritos (1945) - Blanche Fury (1948) - El libertador (1950) - Brandy for the Parson (1952) - Genevieve (1953) - Sea Devils (1953) - Three Cases of Murder (1955) |